# Villiers-le-Morhier
 Villiers-le-Morhier  es una población y comuna francesa, en la región de  Centro, departamento de Eure y Loir, en el distrito de Dreux y cantón de Nogent-le-Roi.

## Demografía
| 418 | 539 | 592 | 878 | 1077 | 1227 |
| Para los censos de 1962 a 1999 la población legal corresponde a la población sin duplicidades (Fuente: INSEE [Consultar]) |     |     |     |      |      |